# Blue Lacy
La razza Blue Lacy è una razza canina, non riconosciuta dalla FCI, originaria del Texas, ma diffusa in tutto il Nord America.
Questi cani sono impiegati per il governo di bestiame oppure per la caccia ai cinghiali, lepri, daini, uccelli vari e cervi. I cani di questa razza vengono molto usati nei ranch del Texas. Anche se vengono chiamati “Blue” i mantelli possono avere diversi colori e sfumature anche se il nero con macchie bianche (il bianco solitamente sul petto) e marrone scuro sono i colori predominanti. Sembra che sia una specie nata da incroci con coyote selvaggi. Hanno una salute molto buona anche se una vita sedentaria potrebbe far insorgere, come ogni cane della sua taglia, qualche problema alle anche, come succede agli alani per esempio.

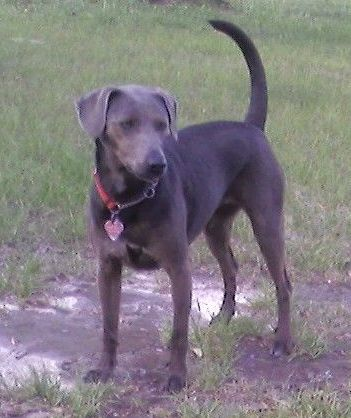
Blue Lacy

Possono vivere in media 20 anni.